# Étriac
Étriac é uma comuna francesa na região administrativa da Nova Aquitânia, no departamento de Charente. Estende-se por uma área de 9,47 km². Em 2010 a comuna tinha 202 habitantes (densidade: 21,3 hab./km²).